# Herní postava

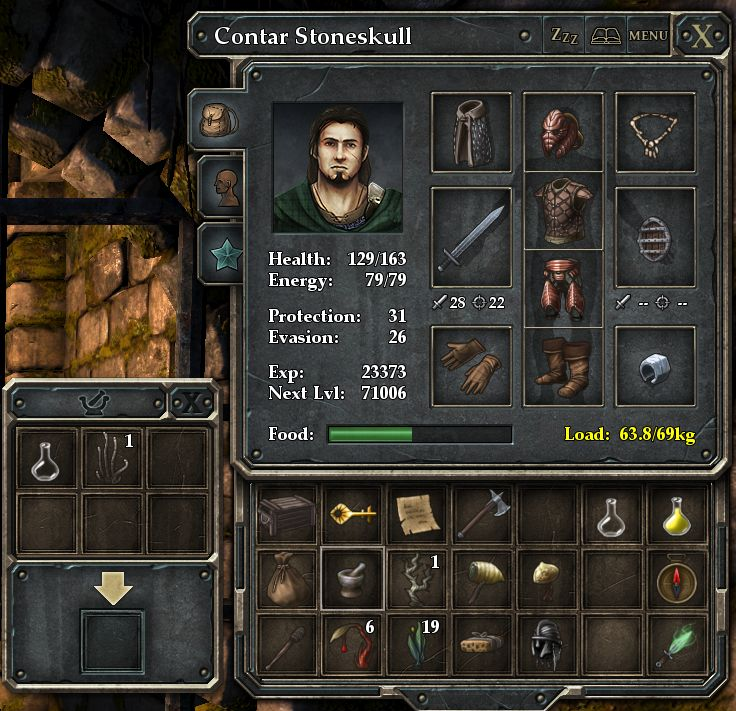
Příklad rozhraní inventáře hráčské postavy. Obrázek pochází ze hry Legend of Grimrock.

Herní postava nebo hráčská postava je fiktivní postava ve hrách na hrdiny a dalších jim podobných hrách, ať už počítačových nebo stolních. Metonymicky se o herní postavě v rámci hry často hovoří jako o hráči, byť jeden reálný hráč může ve hře obsluhovat více herních postav. 
Herní postava je v typickém případě hlavní postavou určitého herního příběhu, který může hráč během hry spoluprožít obdobným způsobem, jako u postav příběhů literárních nebo filmových.
Opakem je pak NPC, čili nehráčská postava, cizí postava, anglicky non-player character.